# Moritz Saemisch

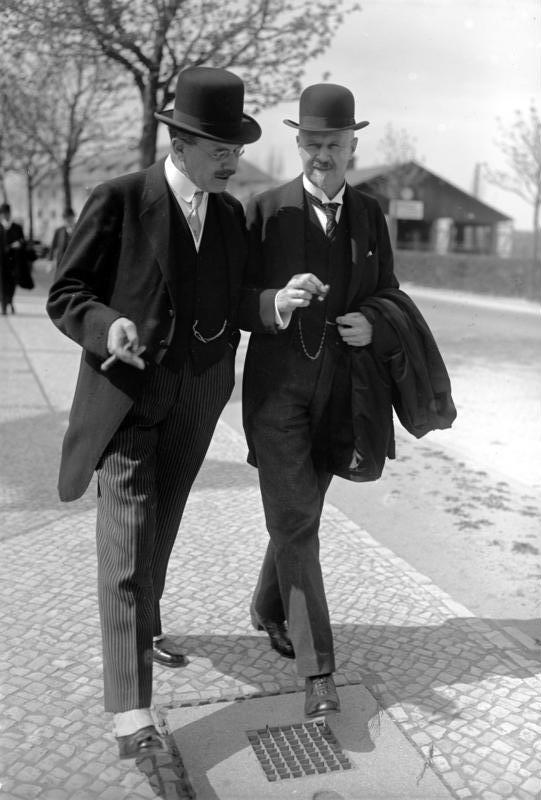
Moritz Saemisch (rechts) (1930)

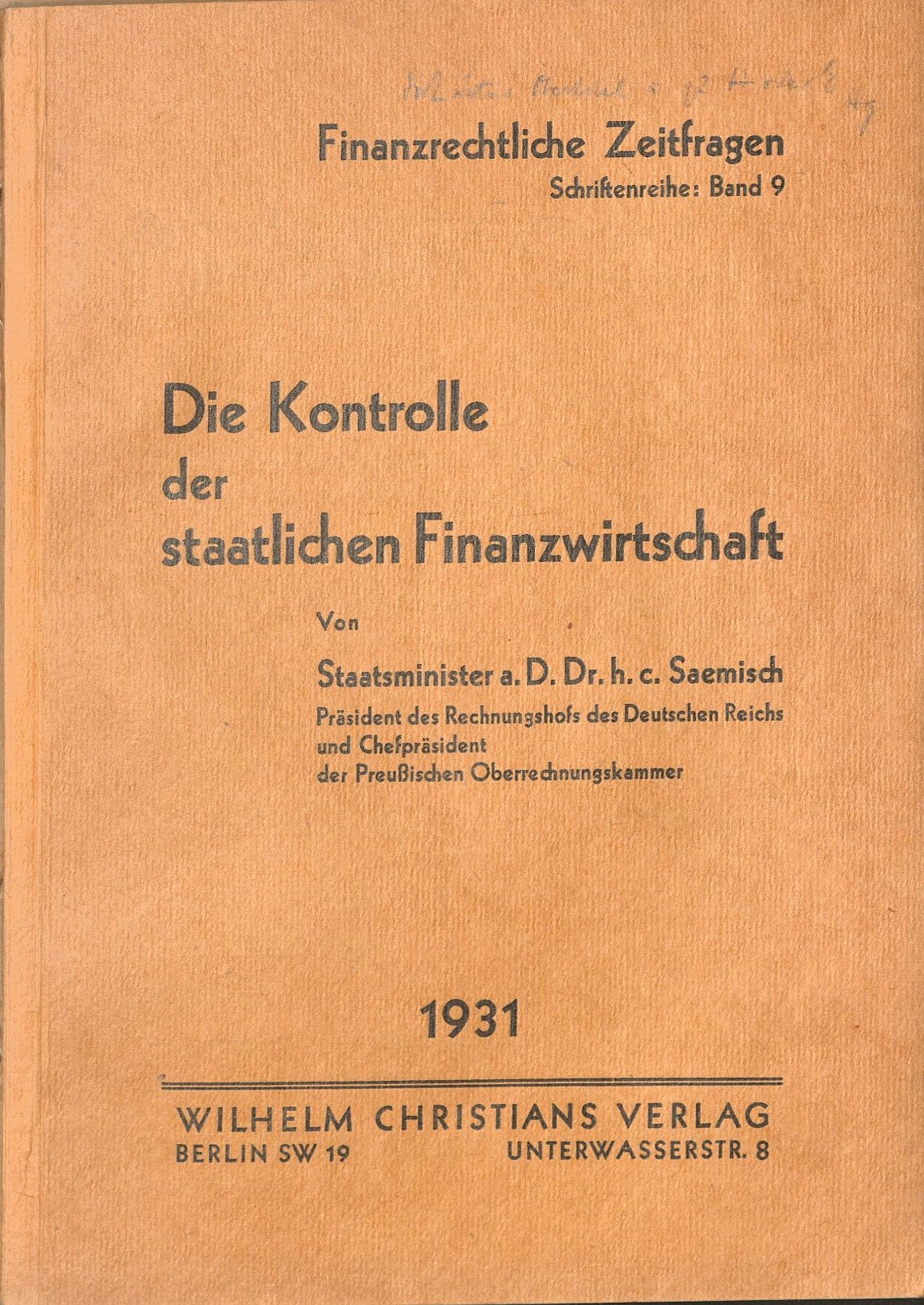
Reichsrechnungshof (1931)

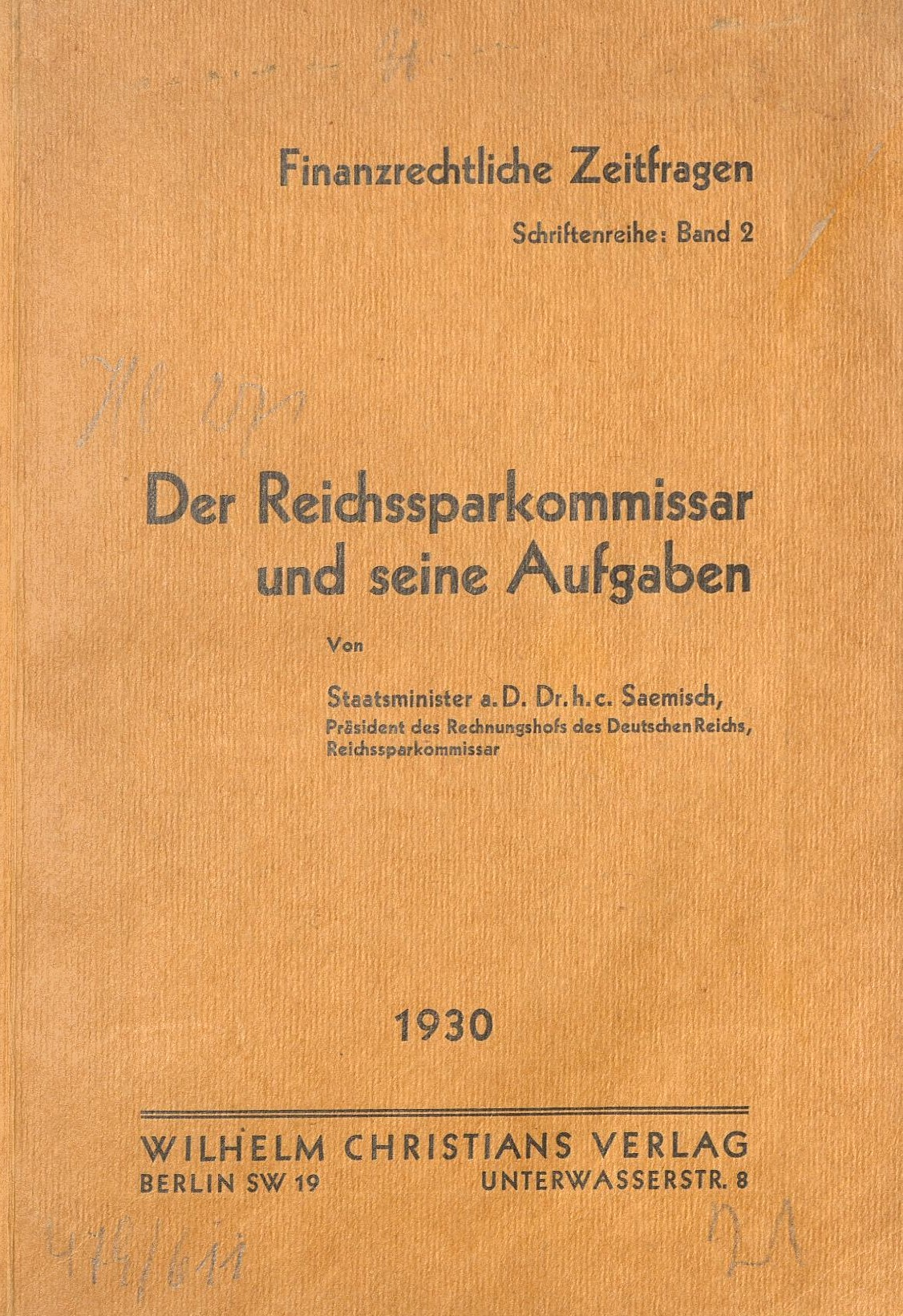
Reichssparkommissar (1930)

Friedrich Ernst Moritz Saemisch (* 23. Dezember 1869 in Bonn; † 23. Oktober 1945 in Freiburg im Breisgau-Günterstal, Rufname war Moritz, bekannt auch als Friedrich Saemisch) war ein deutscher Jurist, Verwaltungsbeamter und Politiker in der Weimarer Republik und in der Zeit des Nationalsozialismus.

## Leben

### Herkunft
Sein Vater war der  Augenheilkundler Theodor Saemisch (1833–1909). Seine Mutter war Sieglinde (Linda) Ranke (1848–1891), die Tochter des evangelischen Theologen in Marburg Ernst Ranke und der Theodora (Theoda, Oda) Nasse (1812–1860) aus Halle.

### Werdegang
Nach dem Abitur studierte Saemisch Rechtswissenschaften und Philosophie in Bonn, München, Berlin und Marburg. Er trat 1894 als Gerichtsreferendar in den preußischen Justizdienst ein, war seit 1897 im Verwaltungsdienst tätig und wechselte 1916 als Beamter ins Reichsschatzamt. 1918 wurde er zum Geheimen Regierungsrat sowie zum Vortragenden Rat befördert.
Saemisch wurde 1919 zum Präsidenten des Landesfinanzamts der Provinz Hessen-Nassau ernannt. Vom 21. April 1921 bis zum 7. November 1921 amtierte Saemisch als preußischer Finanzminister in der von Ministerpräsident Adam Stegerwald geführten Staatsregierung. Von 1922 bis 1938 war Saemisch Präsident des Rechnungshofs des Deutschen Reichs sowie Chefpräsident der preußischen Oberrechnungskammer. Parallel dazu fungierte er als Reichssparkommissar und wurde 1930 Notenkommissar bei der Reichsbank.
Parallel zu seinem offiziellen Amt wurde Saemisch im November 1922 von Reichskanzler Wilhelm Cuno zum Sparkommissar ernannt, um die gerade anlaufende Hyperinflation zu bekämpfen. In dieser Aufgabe machte er Cuno, sowie dessen Nachfolger, Gustav Stresemann, Einsparvorschläge in Höhe von 1,268 Billionen Reichsmark (nach Werten von Ende August 1923). Dieses Amt behielt er bis 1934.
1935 agierte Saemisch als Aufsichtsratsvorsitzender der überwiegend im Reichsbesitz befindlichen Revisionsgesellschaft Deutsche Revisions- und Treuhand AG (Treuarbeit). Hier wurde er seitens der NSDAP u. a. durch den Konsul Rolf Reiner kontrolliert, der im Hauptberuf SS-General war und zeitweise als Verbindungsoffizier von der Obersten SA-Führung zu Hitler agierte. 
Saemisch wurde 1927 zum Ehrendoktor der Universität Marburg ernannt.

### Familie
Er war zweimal verheiratet. Seine erste Frau war Linda Nasse (1868–1917). Sie war die Tochter von Berthold von Nasse (1831–1906), dem Oberpräsidenten der Rheinprovinz, und der Henriette Weber (1842–1877). Aus der Ehe stammt der Sohn Ernesto Saemisch (1902–1984), Journalist und expressionistischer Maler, er lebte 1942 bis 1945 in Finnland, seit 1964 in Mexiko. Seine zweite Frau wurde 1924 Alexandra von Ranke (1891–1976) aus Görlitz. Sie war die Tochter des preußischen Generalmajors Friedhelm von Ranke (1847–1917) und der Selma (Lily) von Ranke (1859–1946). Aus der Ehe stammte der Sohn Theodor (* 1931).